# 10-Formiltetrahidrofolat
10-Formiltetrahidrofolat (10-CHO-THF) je forma tetrahidrofolata koji deluje kao donor formil grupa tokom anabolizma. U tim reakcijama 10-CHO-THF se koristi kao supstrat u reakcijama formiltransferaze. To je važno u purinskoj biosintezi, gde je  supstrat za fosforibozilaminoimidazolekarboksamid formiltransferazu, kao i pri formiranju metionil inicijatornih iRNK molekula (fMet-tRNK), gde je  supstrat za metionil-tRNK formiltransferazu.

## Biosinteza
se formira bilo posredstvom enzima meteniltetrahidrofolat ciklohidrolaza reakcijom
5,10-meteniltetrahidrofolat +  {\displaystyle \rightleftharpoons } 10-formiltetrahidrofolat
ili posredstvom enzima format-tetrahidrofolat ligaza reakcijom
ATP + format + tetrahidrofolat {\displaystyle \rightleftharpoons } ADP + fosfat + 10-formiltetrahidrofolat
On se može konvertovati nazad u tetrahidrofolat (THF) dejstvom formiltetrahidrofolat dehidrogenaze, ili THF i format dejstvom formiltetrahidrofolat deformilaze.